# Jerôme Chont
Jerôme Chont, né le 6 octobre 1970, est un journaliste et présentateur de télévision français.

## Biographie

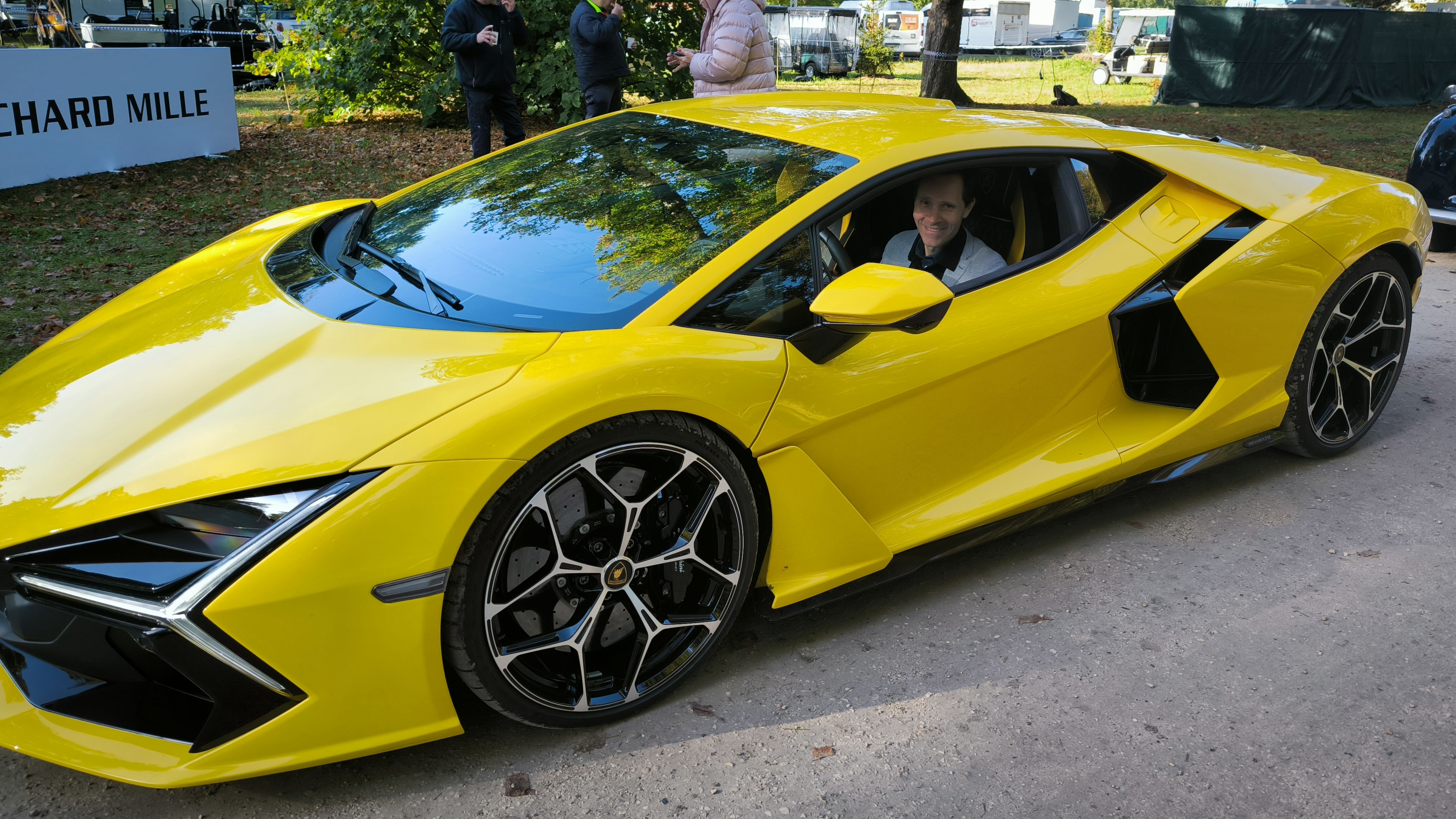
Jerôme Chont lors de l'essai de la Lamborghini Revuelto

De 1995 à 1997, Jerôme Chont étudie à l'École publique de journalisme de Tours où il obtient son DUT de journaliste, durant lequel il effectue un stage au journal L'union de Reims en 1996. La même année, il entre à France 3 Nancy comme présentateur TV pendant un an, puis en région parisienne jusqu'en 1999.
En 2002, il intègre TF1 comme journaliste présentateur TV, puis grand reporter à partir de 2012.
À partir du mois d'août 2007, Jerôme Chont présente le Journal Automoto, accompagné de Céline Géraud.
De septembre 2008 à mars 2012, il présente l'émission Automoto sur TF1 en trio avec Marion Jollès et Jean-Pierre Gagick,.
Depuis 2012, il présente les essais automobiles sur route, ou sur le Circuit de Mortefontaine dans l'Oise, toujours dans l'émission Auto Moto.